# Crioceratites
Crioceratites Léveillé, 1837 è un genere di mollusco cefalopode estinto appartenente alle ammoniti. Visse nel Cretaceo inferiore (Hauteriviano – Barremiano, 125-112 milioni di anni fa). I suoi fossili sono stati ritrovati in gran parte del mondo: Europa, Turchia, Madagascar, Sudafrica, Giappone, California e Messico.

## Descrizione
Questo animale è una delle più note “ammoniti svolte”, chiamate così per il fatto che i giri della conchiglia non si trovavano in contatto fra di loro. Crioceratites, in particolare, possedeva una conchiglia avvolta a spirale piana e nessun giro era a contatto con un altro. La sezione del giro era subquadrata od ovale, e la conchiglia era compressa lateralmente. L'ornamentazione era costituita da coste molto robuste e ornate di tubercoli, intervallate da un numero di coste di dimensioni minori e lisce, in un numero compreso tra 2 e 6. La sutura di tipo ammonitici possedeva un lobo laterale molto sviluppato. Le dimensioni della conchiglia erano discretamente variabili: il diametro poteva misurare tra i 5 e i 20 centimetri.

## Fossili
Alcune specie di questa ammonite sono utilizzate come fossili guida, a causa della loro ampia distribuzione geografica e della loro breve distribuzione stratigrafica; Crioceratites duvali, ad esempio, è nota esclusivamente nel piano Hauteriviano. Alcuni fossili di questa specie presentano le tracce delle suture dal particolare colorito verdastro. Altri fossili di crioceratite provengono dal ben noto giacimento francese di Barrême, che dà il nome al piano Barremiano.

## Stile di vita
I fossili di Crioceratites sono stati ritrovati molto spesso in associazione a resti di Pygope e di radiolari; si presume che questa associazione denotasse un ambiente marino poco profondo e dal clima particolarmente freddo. Probabilmente la crioceratite era un animale di fondale (bentonico).